# العلاقات الجامايكية الكمبودية
العلاقات الجامايكية الكمبودية هي العلاقات الثنائية التي تجمع بين جامايكا وكمبوديا.

## مقارنة بين البلدين
هذه مقارنة عامة ومرجعية للدولتين:
| وجه المقارنة                                              | جامايكا       | كمبوديا                   |
| --------------------------------------------------------- | ------------- | ------------------------- |
| المساحة (كم2)                                             | 10.99 ألف     | 181.03 ألف                |
| عدد السكان (نسمة)                                         | 2.95 مليون    | 16.01 مليون               |
| الكثافة السكانية (ن./كم²)                                 | 268.43        | 88.44                     |
| العاصمة                                                   | كينغستون      | بنوم بنه                  |
| اللغة الرسمية                                             | لغة إنجليزية  | اللغة الخميرية            |
| العملة                                                    | دولار جامايكي | ريال كمبودي، دولار أمريكي |
| الناتج المحلي الإجمالي (بليون دولار)                      | 14.77 مليار   | 22.16 مليار               |
| الناتج المحلي الإجمالي (تعادل القوة الشرائية) بليون دولار | 24.79 مليار   | 54.37 مليار               |
| الناتج المحلي الإجمالي الاسمي للفرد دولار أمريكي          | 5.23 ألف      | 1.16 ألف                  |
| الناتج المحلي الإجمالي للفرد دولار أمريكي                 | 8.88 ألف      | 3.26 ألف                  |
| مؤشر التنمية البشرية                                      | 0.719         | 0.555                     |
| رمز المكالمات الدولي                                      | +1876         | +855                      |
| رمز الإنترنت                                              | .jm           | .kh                       |
| المنطقة الزمنية                                           | 00            | ت ع م+07:00               |

## منظمات دولية مشتركة
يشترك البلدان في عضوية مجموعة من المنظمات الدولية، منها:
| علم المنظمة | اسم المنظمة                                                | تاريخ انضمام جامايكا | تاريخ انضمام كمبوديا |
| ----------- | ---------------------------------------------------------- | -------------------- | -------------------- |
|             | يونسكو                                                     | 7 نوفمبر 1962        | 3 يوليو 1951         |
|             | وكالة ضمان الاستثمار متعدد الأطراف                         | 12 أبريل 1988        | 1 ديسمبر 1999        |
|             | الأمم المتحدة                                              | 18 سبتمبر 1962       | 14 ديسمبر 1955       |
|             | العملية المشتركة للاتحاد الأفريقي والأمم المتحدة في دارفور | ?                    | ?                    |
|             | الاتحاد البريدي العالمي                                    | ?                    | ?                    |
|             | البنك الدولي للإنشاء والتعمير                              | 21 فبراير 1963       | 22 يوليو 1970        |
|             | الاتحاد الدولي للاتصالات                                   | 18 فبراير 1963       | 10 أبريل 1952        |
|             | منظمة حظر الأسلحة الكيميائية                               | ?                    | ?                    |
|             | مؤسسة التمويل الدولية                                      | 31 مارس 1964         | 26 مارس 1997         |
|             | المركز الدولي لتسوية المنازعات الاستشارية                  | 14 أكتوبر 1966       | 19 يناير 2005        |
|             | منظمة التجارة العالمية                                     | ?                    | ?                    |
|             | منظمة الشرطة الجنائية الدولية                              | ?                    | ?                    |

## وصلات خارجية
- موقع وزارة الخارجية الجامايكية
- موقع وزارة الخارجية الكمبودية